# Károly Hornig
Károly Hornig (10 de agosto de 1840 - 9 de fevereiro de 1917) foi um cardeal húngaro da Igreja Católica Romana. Ele serviu como bispo de Veszprém de 1888 até sua morte, e foi elevado ao cardinalato em 1912.

## Biografia
Károly Hornig nasceu em Buda, na Hungria, no Império Austríaco, para uma família nobre. Ele recebeu o Sacramento da Confirmação em 1853. Frequentou o Seminário em Buda [ duvidosa - discutir ], e recebeu o clerical tonsura e as ordens menores em 20 de novembro de 1859. Tornando-se um subdiácono em 23 de Julho 1862 e um diácono, dois dias depois, em 25 de julho de Hornig estava estudando na Augustineum imperial College, em Viena (1862-1866), quando ele foi ordenado para o sacerdócio em 14 de dezembro de 1862. Ele obteve um doutorado em teologia em 25 de novembro de 1869 da Universidade Real de Budapeste, onde também ensinou estudos bíblicos de 1862 a 1869.
Hornig serviu como secretário particular do cardeal János Simor de Esztergom durante o Primeiro Concílio do Vaticano (1869-1870), e depois como reitor do seminário de Budapeste de 1870 a 1878. Ele também foi nomeado bispo da catedral e diretor do arquiepiscopal. chancelaria de Esztergom de 1878 a 1888. Após sua criação como Privy Chamberlain de Sua Santidade ad honorem, Hornig foi nomeado abade titular do mosteiro da Abençoada Virgem Maria de Babolcha. Ele também foi um conselheiro para os ministérios de Adoração e Instrução Pública de 1882 a 1888.
Em 1 de julho de 1888, Hornig foi nomeado bispo de Veszprém pelo Papa Leão XIII. Ele recebeu sua consagração episcopal no dia 8 de setembro do cardeal Simor, com os bispos Janos Zalka e Kornel Hidasy servindo como co-consagradores.
O papa Pio X o nomeou cardeal-sacerdote de Sant'Agnese fuori le mura no consistório de 2 de dezembro de 1912. Hornig foi um dos cardeais eleitores que participaram do conclave papal de 1914 , que selecionou o Papa Bento XV. Em 30 de dezembro de 1916, ele coroou o rei Károl I e a rainha Zita da Hungria.
Cardeal Hornig morreu em Veszprém, aos 76 anos, e está enterrado na catedral da mesma cidade.